# ロングヴュー (イギリスのバンド)
ロングヴュー（Long-View、Longview）は、イングランドのマンチェスター出身の4人組シューゲイザー・ロックバンド。

## 来歴
幼少期からクラシック・ギターとピアノを習っていたフロントマンのロブ・マクヴェイが中心となり、2002年にマンチェスターで結成。The Night and Day Caféなどでの出演を経て、14th Floor Recordsとメジャー契約を結んだ。
2003年、デビュー・アルバム『マーキュリー (Mercury)』をリリース。本作は、「大仰で、心の琴線に触れるロック・アンセム」 （NME）、「『ヨシュア・トゥリー』時代のU2を髣髴させる雄壮なクオリティ」（Q誌）などと評され、英国の音楽情報誌から高い評価を得た。
2005年、モグワイやエルボーなどによるリミックス集『Subversions』を付属したデラックス・エディション盤として、デビュー・アルバムが再リリースされた。同時にバンド名の表記が「Longview」から「Long-View」に変更された。

## メンバー
- ロブ・マクヴェイ (Rob McVey) - ボーカル、ギター (2002年-2015年)
- エイダン・バンクス (Aidan Banks) - ベース (2002年-2015年)
- ダグ・モーチ (Doug Morch) - リードギター (2002年-2015年)
- フランシスコ・メンドリア (Francesco Mendolia) - ドラム (2011年-2015年)
- マット・ダブス (Matt Dabbs) - ドラム (2002年-2007年)
- ウルリッヒ・シュナウス (Ulrich Schnauss) - キーボード (2005年–2010年)

## ディスコグラフィ

### スタジオ・アルバム
- 『マーキュリー』 - Mercury (2003年)

### リミックス・アルバム
- Subversions (2005年)

### シングル
- "Further" (2002年)
- "When You Sleep" (2002年)
- "Nowhere" (2003年)
- "Falling For You" (2003年) ※レコード限定盤
- "Electricity" (2003年) ※レコード限定盤
- "Further" (2003年) ※再リリース
- "Can't Explain" (2003年)
- "Still" (2004年)
- "Stripped" (2004年) ※レコード限定盤
- "In A Dream" (2004年)
- "River (2004年)
- "Coming Down" / "When You Sleep" (Remix) (2005年)
- "Further" (Remix) (2005年)